# Antennaria alpina
Antennaria alpina (Котячі лапки альпійські) — вид трав'янистих рослин родини айстрові (Asteraceae). Етимологія: лат. alpina — «альпійський, гірський».

## Опис
Рослини 3–18 см. Столони 1–7 см. Прикореневе листя: 1 жилкове, від лопатчатого до оберненоланцетного, 6–25 × 2–7 мм, кінці загострені, нижня поверхня повстяна. Стеблові листки лінійні, 5–20 мм. Віночки: тичинкові 3–3.5 мм; маточкові 3.5–5 мм.

## Поширення
Європа: Норвегія, Швеція, Фінляндія, мурманська область Росії; Північна Америка: Гренландія, Канада, США. Населяє від сухої до вологої альпійську тундру.

## Галерея

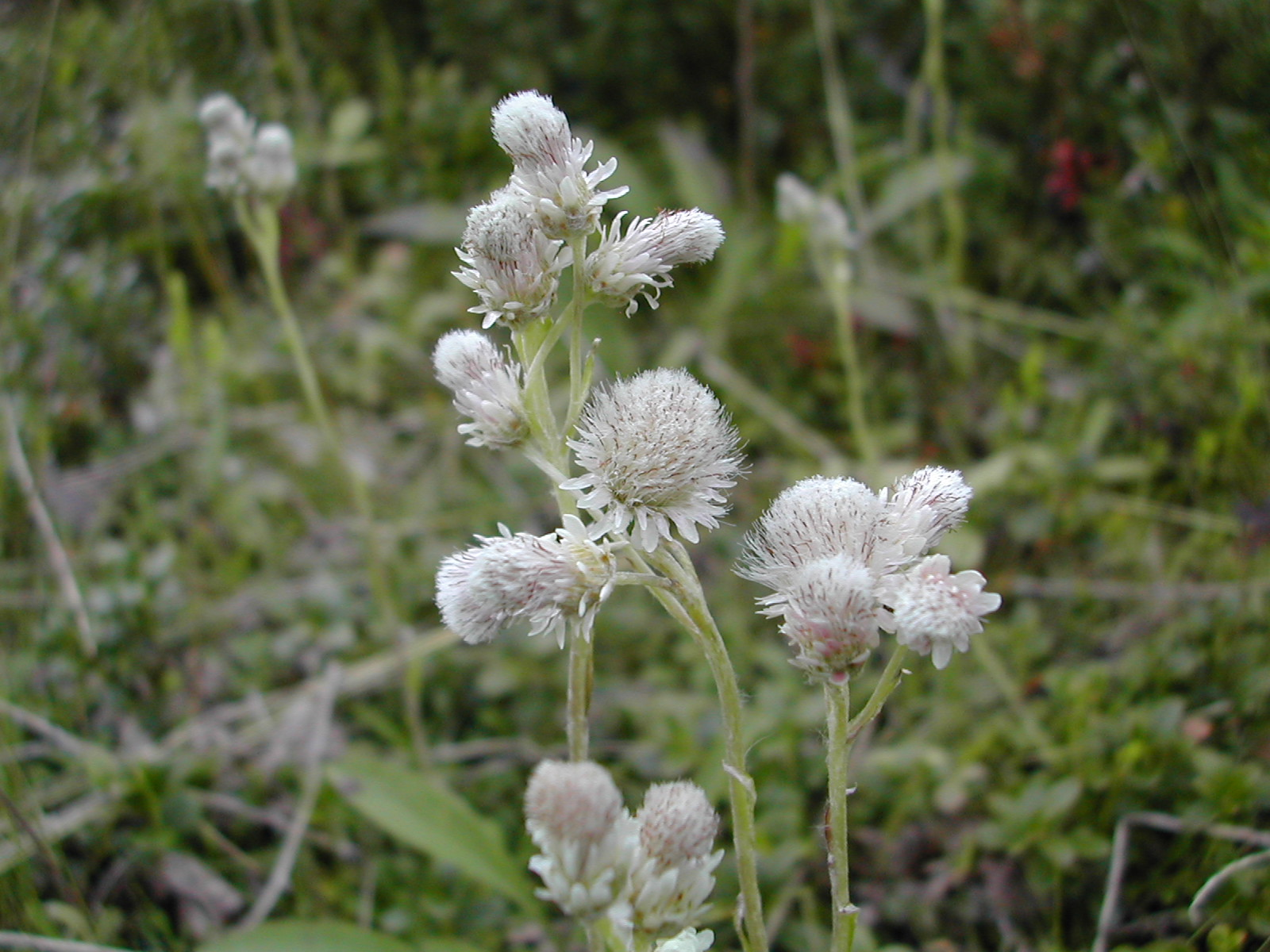
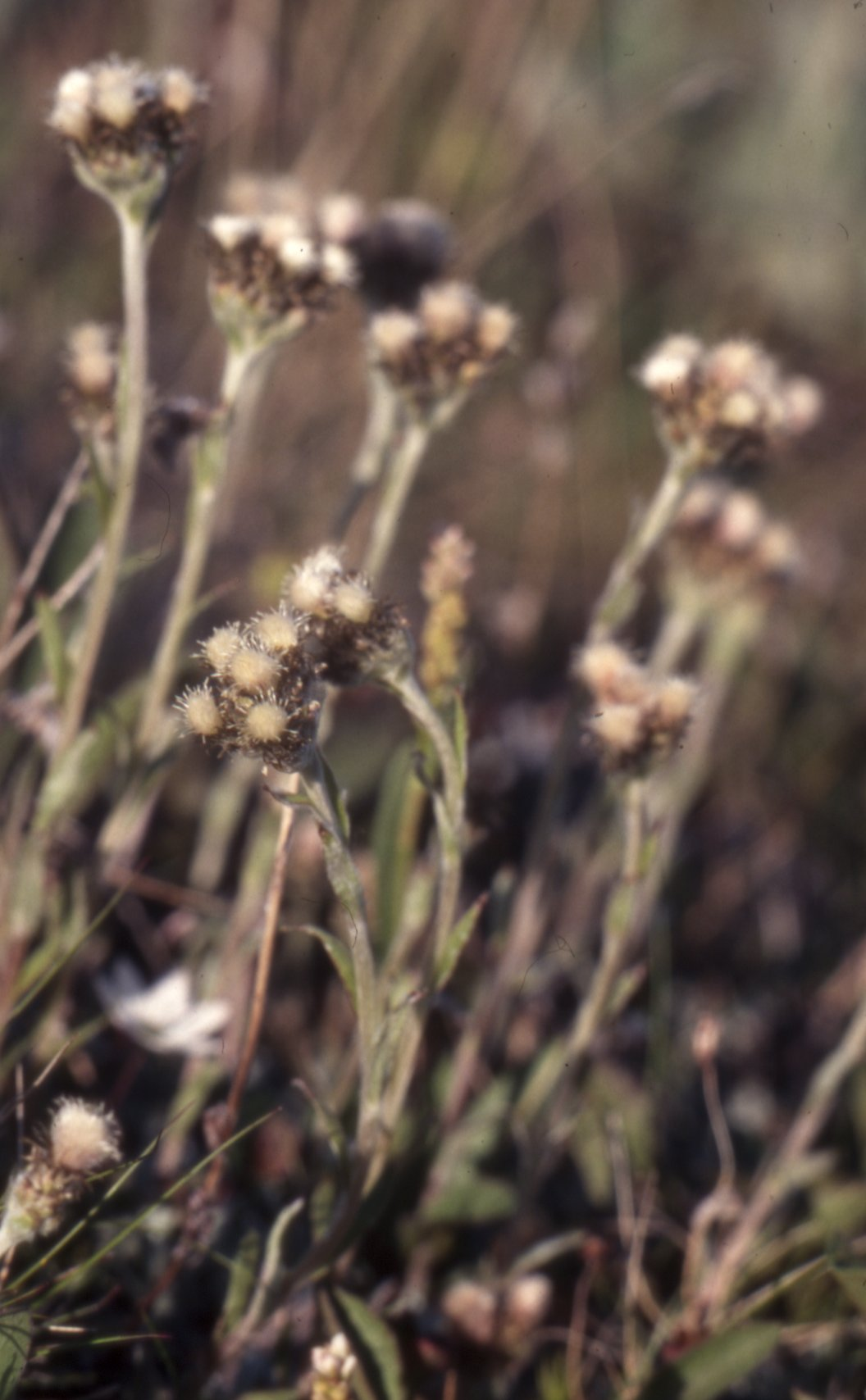
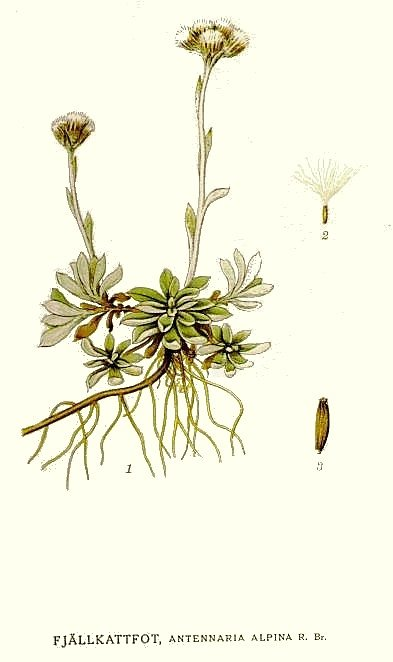